# Cyathea croftii
Cyathea croftii är en ormbunkeart som beskrevs av Holtt. Cyathea croftii ingår i släktet Cyathea och familjen Cyatheaceae. Inga underarter finns listade.